# Trisong Detsen
Trisong Detsen , Wylie:  Khri-Srong-Ide-brtsan , (742-ca. 800) wordt in de traditionele lijst van de koningen van Tibet als de achtendertigste benoemd.

## Achtergrond
In de periode van zijn vader en voorganger Tridé Tsungtsen ( 704-755) was het Tibetaanse rijk vrijwel al zijn in de zevende eeuw veroverde gebieden in Centraal-Azië weer verloren. De lange serie nederlagen tegen de Tang-dynastie , de voortdurende intriges van de clans aan het hof en het onvermogen van Tridé Tsungtsen leiding te geven leidde tot een situatie waarbij Tibet aan de rand van een burgeroorlog stond. Tridé Tsungtsen werd door de ministers Lang en 'Bal in 755 vermoord. Een aantal hedendaagse tibetologen neigen naar de veronderstelling dat de ministers feitelijk het rijk probeerden te redden en daarbij geen ander alternatief zagen dan het uit de weg ruimen van de koning.
Feitelijk werd Tibet gered door de opstand van An Lushan in hetzelfde jaar 755 tegen de Tang-dynastie. Die opstand werd in 757 uiteindelijk bedwongen, maar de Tang-dynastie kwam ernstig verzwakt uit die strijd. Dit gaf Tibet de tijdruimte om enige orde op zaken te stellen.

## Uitbreiding van het Tibetaanse rijk

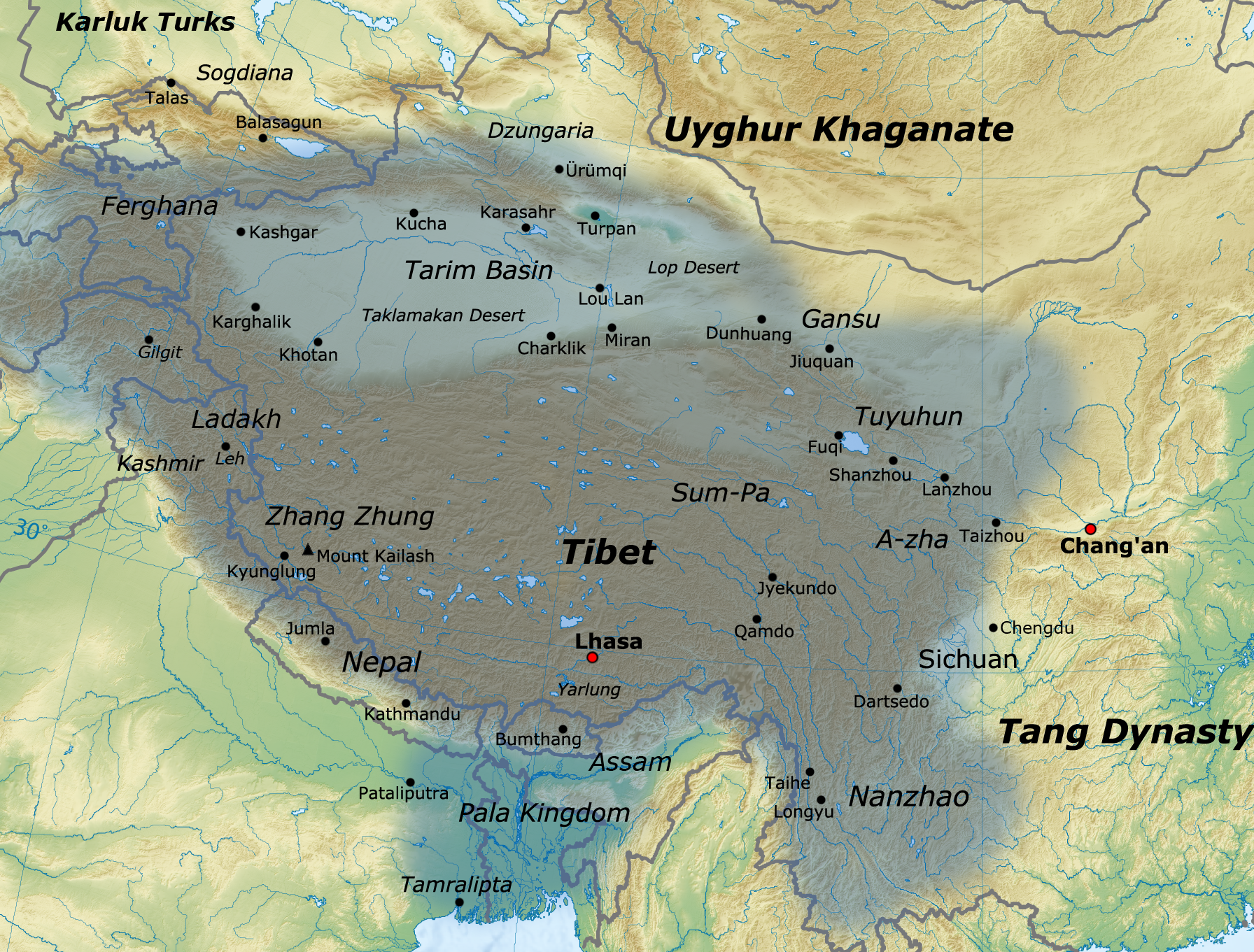
Het Tibetaanse rijk aan het eind van de periode van Trisong Detsen

Trisong Detsen was een aantal jaren een marionet in de handen van de oude familieclans. Die clans zetten ook de harde antiboeddhistische politiek voort die zijn vader sinds 740 had gevolgd. Op de leeftijd van 20 jaar had wist hij de macht in belangrijke mate zelf in handen te nemen.
Vanaf dat tijdstip vindt er ook weer een hernieuwde territoriale expansie van het rijk plaats. In 763 slagen de Tibetanen er in kort de hoofdstad van de Tang-dynastie, Chang'an, het huidige Xi'an, te bezetten. Zij installeerden daar een eigen marionet als keizer, een oom van Jingcheng, een van de vrouwen van zijn vermoorde vader. De feitelijke controle over de hoofdstad en de Chinese troon duurt maar een aantal weken, maar de Tibetanen weten wel gedurende de decennia die volgen delen van China die ten westen en ten noorden van Chang'an liggen, te blijven domineren.
Khotan werd weer heroverd op de Chinezen, alsmede de omgeving van Lob Nuur en Dunhuang, een belangrijk entrepot aan de zijderoute en het centrum van het Chinese boeddhisme. Hiermee controleert Tibet het grootste deel van de zuidelijke zijderoute maar ook een belangrijk deel van de Gansu-corridor.

## In de klassieke Tibetaanse geschiedschrijving
In deze geschiedschrijving is de persoon van Trsong Detsen onlosmakelijk verbonden met enkele gebeurtenissen die van cruciaal belang zijn voor de historie van het Tibetaans boeddhisme.

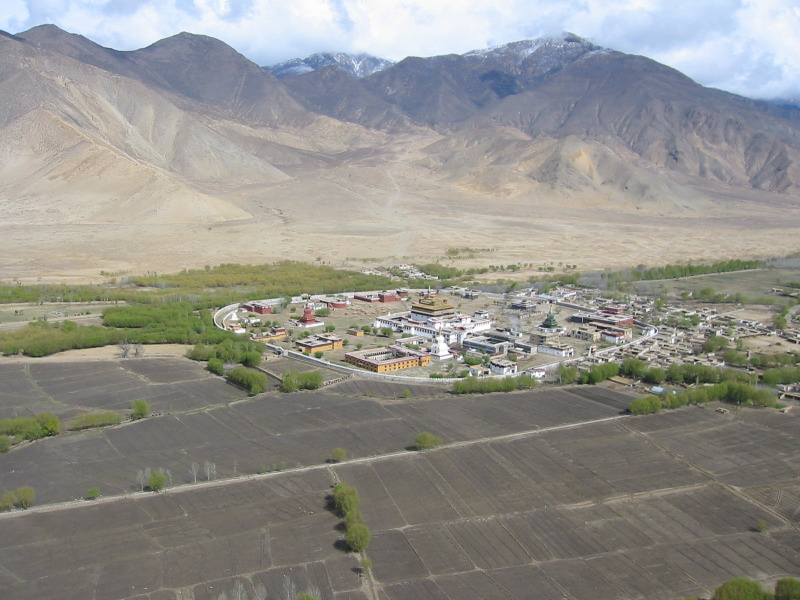
Het klooster Samye

In die geschiedschrijving zou de koning eerst Shantarakshita hebben uitgenodigd om het boeddhisme in Tibet te verspreiden en hem vervolgens de opdracht hebben gegeven het eerste boeddhistische klooster in Tibet te bouwen, Samye. Shantarakshita ondervond daarbij veel tegenstand van de lokale demonen en geesten. Pogingen deze geesten te verdrijven mislukten en Shantarakshita was gedwongen de koning te melden dat deze taak boven zijn vaardigheden en mogelijkheden lag. Hij adviseerde de koning om de hulp in te roepen van een tantrische meester, Padmasambhava. Padmasambhava arriveerde in Tibet en gaf de geesten en demonen het ultimatum zich tot het boeddhisme te bekeren dan wel te verdwijnen. Die kozen voor de eerste optie en beloofden daarbij voortaan Tibet en bovenal de dharma te beschermen met dezelfde wil en kracht waarmee ze tot dan toe het boeddhisme hadden bestreden. De rol van Padmasambhava en de bouw van het klooster van Samye is een van de meest essentiële elementen in de traditionele Tibetaanse geschiedschrijving. Dat heeft vooral te maken met het feit, dat deze gebeurtenis bepalend is voor de totstandkoming van het pantheon van het Tibetaanse boeddhisme. De voormalige demonen moesten immers in het te creëren pantheon opgenomen worden als beschermers, dharmapala's.
Een tweede gebeurtenis van groot belang in de traditionele geschiedschrijving staat bekend als het concilie van Lhasa of ook wel het Grote Debat. Hierbij zou een leerling van Shantarakshita, Kamalashila een debat gevoerd hebben met Moheyan, een uit Dunhuang afkomstige Leraar van het Chinese chanboeddhisme. De laatste verdedigde het standpunt dat verlichting in principe onmiddellijk kon zijn. Kamalashila, afkomstig uit de madhyamakatraditie van het mahayana verdedigde de meer traditionele opvatting dat verlichting slechts het resultaat kon zijn van geleidelijkheid en afhankelijk van het vergaren van kennis, inzicht en verdiensten. Trisong Detsen zou aan het eind van het debat gekozen voor de opvattingen van Kamalashila en daarmee de definitieve keus voor een boeddhisme in Tibet gebaseerd op de Indiase mahayanatraditie gemaakt hebben. Moheyan zou daarop bevolen zijn het land te verlaten, waarop ook daarna spoedig het Chinese chanboeddhisme niet meer in het land zou voorkomen.

## Historische context
Bij de interpretatie van deze gebeurtenissen kiezen hedendaagse tibetologen meestal voor de invalshoek van het eerst beschrijven van de historische context. In de periode van Trisong Detsen was het Tibetaanse keizerrijk een machtige natie in Centraal-Azië geworden. Het steeds verder expanderende rijk trok naast gelukzoekers ook vele personen uit omringende gebieden aan, die aan het Tibetaanse hof en bij de elite hun - ook religieuze - overtuigingen wilden prediken. Daar waren vertegenwoordigers bij van meer klassieke al bestaande stromingen in het boeddhisme, zoals het Madhyamaka. Een voorbeeld daarvan is dan Shantarakshita. Maar ook groepen die bijvoorbeeld het Chinese Chanboeddhisme wilden uitdragen, zoals Moheyan. Daarnaast arriveerden er uit India ook vele yogis en exorcisten.
Ten aanzien van Padmasambhava bestaat er geen enkel document in de Tibetaanse geschiedschrijving dat zijn historisch bestaan zou kunnen valideren.
Shantarakshita was zonder twijfel een persoon, die daadwerkelijk historisch bestaan heeft en actief in Tibet is geweest. Wel wordt uitgegaan van een wezenlijk andere rol van hem dan beschreven in de klassieke boeddhistische geschiedschrijving. Een fragment uit de negende eeuw van het Testament van Ba maakt duidelijk dat de koning zoveel twijfel over de rol van Shantarakshita had, dat deze direct na zijn aankomst in Tibet enige tijd gevangen werd gezet en langdurig verhoord. Het is onjuist dat het Chinese chanboeddhisme in de tijd van Trisong Detsen uit Tibet zou verdwijnen. Gedurende de hele periode van het Tibetaanse keizerrijk is het daar aanwezig gebleven
De vraag of er inderdaad iets als een concilie van Lhasa of Groot Debat heeft plaatsgevonden is niet meer met zekerheid te beantwoorden. Hetzelfde geldt voor vragen waar het dan zou hebben plaatsgevonden (Samye of Lhasa) en in welke vorm dat dan zou hebben plaatsgevonden. Werkelijk in de vorm van een debat, een schriftelijke uitwisseling van standpunten of een meer rituele voorstelling die op een beleefde manier is afgelopen. Verschillende documenten wijzen ook verschillende winnaars van het debat aan. Zo wordt in de annalen van de Tang-dynastie de Chinese zijde als winnaar beschreven. In een wat latere versie van het Testament van Ba wordt duidelijk dat verschillende aristocratische familieclans in het debat ook tegengestelde standpunten innamen, die niets met religieuze of theologische opvattingen te maken hadden, maar die puur politiek bepaald waren.

## De keus voor het boeddhisme
De grote betekenis van Trisong Detsen ligt echter in het feit, dat in zijn persoon de Yarlung-dynastie definitief kiest voor het boeddhisme als de leidende religieuze en intellectuele beweging van het land.
In het edict dat behoort bij de inscriptie op de pilaar van Samye wordt dat voorgesteld als een plotselinge religieuze bekering:
Nadat de Tsenpo, mijn vader, naar de hemel was gegaan waren er enkele van mijn ooms, die ook minister waren, die aan rebellie dachten. Zij vernietigden de Dharma, die al in gebruik was sinds de tijd van mijn vader en zijn voorouders. Zij predikten dat het niet juist was om de goden en de godsdienst van de vreemdelingen ten zuiden van het land Tibet te prediken. Zij maakten zelfs een wet die dat verbood. Dus, op de tijd dat ik, de tegenwoordige Tsenpo, de leeftijd van twintig jaar bereikte waren er eerst allemaal slechte voortekenen en welke riten er ook uitgevoerd werden, de voortekenen bleven slecht. Maar toen nam ik het besluit om de wet die de uitoefening van de Boeddha's Dharma als onrechtmatig beschouwde te herroepen. En ik beval dat voortaan de aanbidding van de Drie Juwelen uitgevoerd moest worden. En er kwam toen een verandering ten goede. Ik hoorde toen ook van de Dharma. De geschriften daarover werden onder mijn aandacht gebracht. En ik gaf toen het bevel om de Dharma van de Boeddha te verspreiden en openbaar te maken. — 
De keus voor het boeddhisme van Trisong Detsen had echter vooral strategische motieven. Naarmate het rijk verder expandeerde werd de behoefte aan een meer professioneel bestuur groter. Dat vereiste in ieder geval een zekere vorm van geletterdheid, die feitelijk alleen bij vertegenwoordigers van het boeddhhisme aanwezig was.
Zolang Tibet een relatief besloten gebied was gebleven, was er nauwelijks behoefte aan een bron van autoriteit die buiten de oorspronkelijk Tibetaanse traditie lag van familieclans en animisme. De uitbreiding van het rijk, waardoor Tibetaanse koningen ook het gezag kregen over totaal andere etnische groepen dan Tibetanen maakte een vorm van een universele wetgeving noodzakelijk.
Het boeddhisme met opgeleide geleerden, zijn methodes van vertalingen, de aanwezigheid van bibliotheken in kloosters had daarbij veel meer mogelijkheden dan de bön in zijn toenmalige staat van ontwikkeling.Boeddhisten spraken ook een internationale taal. Alle grote boeddhistische centra in Azië waren verbonden door de literaire erfenis van het Sanskriet. Vanuit het Tibet in de 8e eeuw gezien moet uiteindelijk het boeddhisme hen het meest prominent culturele systeem geleken hebben in het hun bekende deel van de wereld.
Daarbij speelde de waarde die toegekend werd aan georganiseerd boeddhistisch kloosterwezen een zeer belangrijke rol. Met de stichting van Samye geeft Trisong Detsen dan ook, dat hij dat als een pijler ziet voor zijn beleid. In het Testament van Ba worden ook de voorzieningen benoemd die de koning onmiddellijk na de bouw hiervoor trof.
Honderdvijftig huishoudens werden door het hof als horigen aan de religieuze gemeenschap toegewezen. Ieder jaar dient het hoofd van de religieuze gemeenschap van hen vijfenzeventig ladingen gerst te ontvangen, alsmede negen volledige kostuumuitrustingen, 1100 ons boter, een paard, vier balen papier, drie maten inkt en zout zoveel als zij nodig hebben. De vijfentwintig kluizenaars van Chimpu ontvangen ieder elk jaar vijfenvijftig ladingen gerst, 800 ons boter, een paard en zes volledige kostuumuitrustingen— 
De inwijding van het klooster vond in 779 plaats. Het edict dat refereert aan de uitgebreide inscripties op de pilaar van Samye noemt de namen van negenenveertig clanleiders, ministers en militaire gouverneurs die bij die gelegenheid zwoeren het boeddhisme als de godsdienst van Tibet te beschouwen. In wezen In de tekst wordt die keus voor het boeddhisme alleen door Trisong Detsen en een kleine groep anderen gemaakt. Pas bij de tekst op de pilaar van Karchung uit 812 wordt voor het eerst de ambitie verwoord dat dit voor geheel Tibet en alle Tibetanen zou moeten gelden.
De keus voor het boeddhisme leidde bij Trisong Detsen ook tot het besluit om verder ook geen steun meer te verlenen aan de bön. Latere bronnen, zowel van de bön als van boeddhistische geschiedschrijvers zijn het er over eens, dat tijdens de periode van Trisong Detsen de bön actief vervolgd werd en de priesters daarvan naar de grenzen van het rijk in ballingschap werden verdreven.
Het hieronder volgende citaat is afkomstig uit een document van eind 10e eeuw.
De koning beval de Bönpos de ware doctrine en leer na te leven, maar behalve slechts enkelen, gehoorzaamden ze hier niet aan en veranderden ze vele boeddhistische geschriften in bön-geschriften. Toen de koning dat hoorde, liet hij de meeste van de Bönpos onthoofden, maar Guru Rinpoche zei dat de goden en demonen van Tibet het goed voor hadden met Bön en hij stond hun toe om hun orakels, astrologie, aanbidding van heiligen en riten, die rijkdom opleverden te handhaven. Hij onderwiep echter alle andere Bönpos en verbande hen uit het rijk naar de uiterste grenzen tezamen met hun drums en tamboerijnen, hun hoeden van vossenbont en hun ezels die zij nodig hadden voor het transport.— 
De volgelingen van de bön hadden uiteraard een wat andere mening over Trisong Detsen. Deze vervloeking van de bönpo-kluizenaar Li-shu-stag-ring geeft een beeld van de opvattingen van de bön over het bewind van Trisong Detsen:
Koning Trisong Detsen is een dwaze man. Zijn ministers zijn monsterlijke schurken. Ons heldere licht is nu gedoofd. Nu is de tijd van de boeddhistische monniken. Hun prinsen hebben vertrouwen in goud en ons geliefde bön is in verval, Moge de koning een bedelaar worden en zijn ministers schaapsherders. Moge het land van Tibet in stukken breken en deze boeddhistische monniken hun macht verliezen. Moge hun nonnen kinderen baren en deze boeddhistische priesters leiden misdadige benden. Moge hun kloosters vernietigd worden en hun tempels verbranden. Moge de prinsen hun eigen goud zoeken. O Moge mijn vloek effectief zijn en moge dit boek van mij gevonden worden door een waardig persoon.— 
Het zou overigens onjuist zijn te stellen dat in de periode van Trisong Detsen de volledige elite van het land nu tot het boeddhisme was overgegaan. Zowel uit de annalen van de Tang-dynastie als uit manuscripten van Dunhuang wordt het duidelijk, dat animistische rituelen, ook bij de elite van het land, de hele periode van de Yarlung-dynastie bleven voorkomen. In documenten die handelen over de ondertekening van een vredesverdrag met China in 783 staat een lange beschrijving van door Tibetanen gebrachte offers, waarbij zij daarna hun lippen insmeren met het bloed van de slachtoffers. Ook wordt de zon en de maan opgeroepen getuige te zijn van het verdrag.
In een versie uit de elfde eeuw van het Testament van Ba, het zogenaamde Testament van Wa, is een tekst over een dispuut welke rituelen bij de begrafenis van de overleden koning moeten worden gehanteerd. Het gaat om de vraag of daarbij boeddhistische dan wel preboeddhistische rituelen moeten worden uitgevoerd. Ook dat is een illustratie van de op dat moment nog steeds aanwezige spanningen tussen het boeddhisme en de oudere religieuze tradities. Ook Trisong Detsen werd begraven op de oude animistische begraafplaats van Phong-rgyas, waar bijvoorbeeld ook Songtsen Gampo begraven was en waar later Tri Ralpachan begraven zal worden.

## De opvolging van Trisong Detsen
Er is bij tibetologen lang onduidelijkheid geweest over de laatste periode van Trisong Detsen en omtrent zijn directe opvolgers. In 2003 werd echter in een verzameling in Peking een document gevonden, dat tot dan toe alleen bekend was, omdat er in latere bronnen aan gerefereerd werd. Het handelt om de zogenaamde Pangtangma Catalogus, waarvan de eerste teksten uit even na 840 moeten dateren. Met de kennis van dit document is er bij hedendaagse tibetologen meer consensus gegroeid ten aanzien van de periode van globaal 797- 804. Trisong Detsen had aan het eind van zijn leven nog drie zoons die in leven waren, Muné Tsenpo, Muruk Tsenpo en Mutik Tsenpo, de latere Sadnaleg.
De huidige opvatting is, dat Trisong Detsen in vermoedelijk 797 afstand deed van de troon ten gunste van zijn oudste zoon Muné Tsenpo (r. 797-798). De laatste werd in 798 door zijn moeder, Tsepongza, vermoord. In een aantal veel latere Tibetaanse bronnen zou de moeder dat gedaan hebben uit jaloezie om de buitengewone schoonheid van de belangrijkste vrouw van Muné Tsenpo. Waarschijnlijker is echter dat Tsepongza, een overtuigd antiboeddhist, dacht hiermee een aantal belangen van haar clan te dienen.
Van 798 tot aan zijn dood in vermoedelijk 800 is er dan sprake van een tweede periode van Trisong Detsen waarin hij het rijk regeert samen met de door hem gekozen opvolger, zijn jongste zoon Sadnaleg. Na de dood van Trisong Detsen wist echter Muruk Tsenpo de macht te grijpen en oefent tot 802 alleen het koningschap uit. Er waren echter ook grote bezwaren tegen Muruk Tsenpo, omdat hij een zoon van een belangrijke aristocraat zou hebben vermoord. Dat leidde ertoe, dat Sadnaleg vanaf 802 weer koning werd. Het koningschap werd nu door Sadnaleg en Muruk Tsenpo gezamenlijk bekleed. De Pangtangma Catalogus vermeldt op dit punt dat Muruk Tsenpo daarbij wel ondergeschikt was aan zijn jongere broer Sadnaleg. In 804 werd Muruk Tsenpo vermoord, waarna Sadnaleg tot 815 regeerde.
- Gemeinsame Normdatei: 1128761017
- International Standard Name Identifier: 0000 0000 2914 9336
- Library of Congress Control Number: n88293247
- Virtual International Authority File: 50796799
- WorldCat: E39PBJvhpRdWqfPJbf6Ww38Qv3